# Georg Nückles
Georg Nückles (ur. 14 maja 1948 w Kehl) – niemiecki lekkoatleta, sprinter i płotkarz, halowy mistrz Europy z 1972. W czasie swojej kariery reprezentował RFN.
Specjalizował się w biegu na 400 metrów. Na halowych mistrzostwach Europy w 1972 w Grenoble zdobył złoty medal w tej konkurencji oraz srebrny w sztafecie 4 × 2 okrążenia (w składzie: Peter Bernreuther, Rolf Krüsmann, Nückles  i Ulrich Reich).
Odpadł w półfinale biegu na 400 metrów na igrzyskach olimpijskich w 1972 w Monachium.
Był mistrzem RFN w sztafecie 4 × 400 metrów w 1974 oraz wicemistrzem w biegu na 400 metrów przez płotki w 1973. Był również mistrzem RFN w hali w biegu na 400 metrów w 1972 i 1973, a także mistrzem w hali w sztafecie 4 × 400 metrów w 1975.
Jego rekord życiowy na 400 metrów wynosił 46,11 s (1972).
W latach 1976–1979 przebywał i pracował w Singapurze.